# NRP Lima
O NRP Lima foi um contratorpedeiro da marinha portuguesa da Classe Vouga. Foi construído nos estaleiros da Yarrow.